# Corinne Castets
Corinne Castets (* 30. Juni 1965 in Pau) ist eine ehemalige französische Squashspielerin.

## Karriere
Corinne Castets begann ihre professionelle Karriere in der Saison 1990 und gewann zwei Titel auf der WSA World Tour. Ihre höchste Platzierung in der Weltrangliste erreichte sie mit Position 34 im November 1996.
Mit der französischen Nationalmannschaft nahm sie 1987, 1992, 1996, 1998, 2000 und 2002 an der Weltmeisterschaft teil. Auch bei Europameisterschaften gehörte sie zahllose Male zum französischen Kader. Im Einzelwettbewerb wurde sie 1993 Europameister. Sie bestritt in ihrer Karriere 170 Länderspiele. 1997 vertrat Frankreich sie bei den World Games, bei denen sie in der Gruppenphase ausschied. Die französischen Landesmeisterschaften gewann Castets zwischen 1986 und 1999 insgesamt elfmal. Sie beendete 2005 ihre Karriere.

## Erfolge
- Europameisterin: 1993
- Gewonnene WSA-Titel: 2
- Französischer Meister: 11 Titel (1986, 1988–1996, 1999)